# إد إنوس
إد إنوس (بالإنجليزية: Ed Enos)‏ هو لاعب كرة قدم كندية أمريكي، ولد في 30 يونيو 1934 في وينثروب ‏ في الولايات المتحدة، وتوفي في 13 مارس 2007.